# Syllitus froggatti
Syllitus froggatti là một loài bọ cánh cứng trong họ Cerambycidae.